# Maison du Roi (Pont-Saint-Esprit)
Pour les articles homonymes, voir Maison du roi (homonymie).
La maison du Roi est une maison située à Pont-Saint-Esprit et faisant l’objet d’une inscription au titre des monuments historiques en 1946.

## Historique
La maison a reçu douze rois de France. C'est encore là que se réunirent à six reprises les États de Languedoc.